# Rubén Espinoza
Rubén Alberto Espinoza Molina (Tomé, 1º giugno 1961) è un ex calciatore cileno, di ruolo centrocampista.